# Dylan Cease
Dylan Edward Cease (né le 28 décembre 1995 à Milton (Géorgie)) est un joueur de baseball évoluant au poste de lanceur pour les Padres de San Diego.

## Carrière
Dylan Cease est séléctionné au 6e tour du repechage de la ligue majeure en 2014 par les Cubs de Chicago.

### White Sox de Chicago
Le 13 juillet 2017, Dylan Cease est échangé aux White Sox de Chicago avec Bryant Flete, Eloy Jiménez et Matt Rose contre le lanceur José Quintana.
Il fait ses débuts en ligues majeures le 3 juillet 2019 contre les Tigers de Détroit. Il lance cinq manches et concède trois points mérités en quatre coup sûrs et quatre buts sur balles. Il retire 6 joueurs sur prises et obtient la victoire.
Le 3 septembre 2022, il lance 8 manches et deux-tiers sans points ni coup sûr contre les Twins du Minnesota avant de concéder un coup sûr de Luis Arráez. Il retire sur prise le dernier frappeur et obtient son deuxième blachissage de sa carrière. Il termine la saison avec une moyenne de points mérités de 2,20, 14 victoires et 8 défaites et 227 retraits sur prises. Il termine 2e au vote du trophée Cy Young de la ligue Américaine, remporté par Justin Verlander. 
En 2023, sa saison est plus compliquée et il termine avec 7 victoires, 9 défaites, une moyenne de points mérités de 4.58 et 214 retraits sur prises. 

### Padres de San Diego
Le 13 mars 2024, Dylan Cease est échangé aux Padres de San Diego contre Drew Thorpe, Samuel Zavala, Jairo Iriate et Steven Wilson.